# Serrières-en-Chautagne
Serrières-en-Chautagne là một xã thuộc tỉnh Savoie trong vùng Rhône-Alpes ở đông nam nước Pháp.